# Veres Attila
Veres Attila (Nyíregyháza, 1985. szeptember 30. –) Zsoldos Péter-díjas író, forgatókönyvíró.

## Életpályája
A Pécsi Tudományegyetemen végzett film szakon, fél évet töltött az Oslói Egyetemen ösztöndíjasként. Kedveli a furcsa történeteket, az izgalmas, új tájakat és a bakelitlemezeket. Magyarországon és külföldön is dolgozik filmforgatókönyveken. 2017-ben Magyar Filmdíjra jelölték Legjobb Forgatókönyvíró kategóriában.
2017. június 8-án jelent meg első regénye, az Odakint sötétebb, az Agave Könyvek kiadásában. A kötetet beválogatták a Margó-díj shortlist 2017-es jelöltjei közé. Novellái rendszeresen megjelennek a Black Aether Archiválva 2020. július 19-i dátummal a Wayback Machine-ben magazinban és kísérőkiadványaiban. 2018. június 5-én jelent meg második könyve, az Éjféli iskolák című novelláskötet, amely 15 történetet tartalmaz. A művet 2018-ban Aegon Művészeti Díjra Archiválva 2020. november 4-i dátummal a Wayback Machine-ben jelölték.
Fekete talán és Horváth Etele - A nagy kacagtató élete és kora című novellái helyet kaptak Az év magyar science fiction és fantasynovellái antológia 2018-as Archiválva 2020. november 9-i dátummal a Wayback Machine-ben és 2019-es Archiválva 2020. november 19-i dátummal a Wayback Machine-ben kiadásában, a GABO Kiadó gondozásában. The Time Remaining című novellája 2020. decemberében jelenik meg a Valancourt Books World Horror Stories antológiájában, mely 18 ország kortárs horrorirodalmából ad reprezentatív válogatást. 2020-ban ismét szerepel a GABO SFF antológiasorozatában, ezúttal A valóság helyreállítása című művével.
2020-ban az Egy másik életben című film írójaként Magyar Filmdíjjal jutalmazták Legjobb forgatókönyv tévéfilm kategóriában Tasnádi Istvánnal közösen. Átjáróház című romantikus fantasy vígjátékát 2022 decemberében mutatták be a hazai mozikban, a filmet Madarász Isti rendezte. A Második kör című rövidfilmje 2020. szeptember 5-én a BuSho Nemzetközi Rövidfilm Fesztiválon elnyerte a Diákzsűri legjobb fikciós filmjének járó díját, és beválogatták a 36. Varsói Nemzetközi Filmfesztivál Short Special Screenings programjába.

## Művei

### Kötetek
- Odakint sötétebb, Agave Könyvek, 2017, ISBN 9789634192961
- Éjféli iskolák, Agave Könyvek, 2018, ISBN 9789634194699
- A valóság helyreállítása, Agave Könyvek, 2022, ISBN 9789635980727

### Antológiák
- Fekete Talán - Az év magyar science fiction és fantasynovellái 2018 Archiválva 2020. november 9-i dátummal a Wayback Machine-ben, Gabo Kiadó, ISBN 9789634067108
- Horváth Etele - A nagy kacagtató élete és kora - Az év magyar science fiction és fantasynovellái 2019, Archiválva 2020. október 24-i dátummal a Wayback Machine-ben Gabo Kiadó, ISBN 9789634068983
- The Time Remaining - The Valancourt Book of World Horror Stories vol. 1, Valancourt Books, 2020
- A világ helyreállítása - Az év magyar science fiction és fantasynovellái 2020, Gabo Kiadó – Zsoldos Péter-díj (2021)[2]

### Fanzine
- A présházban Archiválva 2020. szeptember 20-i dátummal a Wayback Machine-ben, Black Aether, I. évfolyam 1. szám, 2016. március
- Visszatérés az éjféli iskolába, Archiválva 2020. október 27-i dátummal a Wayback Machine-ben Black Aether, I. évfolyam 3. szám, 2016. szeptember
- Szorozva nullával, Archiválva 2020. október 27-i dátummal a Wayback Machine-ben Black Aether, II. évfolyam 1. szám, 2017. március
- Közöttetek, Archiválva 2020. augusztus 4-i dátummal a Wayback Machine-ben Black Aether, II. évfolyam 2. szám, 2017. október
- Szumátra Királynője, Archiválva 2020. augusztus 4-i dátummal a Wayback Machine-ben (Round-Robin novella - Bella Katalin, Cotter Blackstone, Farkas Balázs, Fekete I. Alfonz, Lir Morlan, Veres Attila) Black Aether, II. évfolyam 2. szám, 2017. október
- Méltósággal viselt, Aether Atrox antológia Archiválva 2020. augusztus 4-i dátummal a Wayback Machine-ben, 2019

### Online
- Ezer-fog Archiválva 2020. november 14-i dátummal a Wayback Machine-ben, Micro Aether, 2016. június
- A hosszú lélegzet, Archiválva 2020. augusztus 6-i dátummal a Wayback Machine-ben Micro Aether, 2016. július
- A pokol élővilága; képekkel, KULTer, 2018. november
- A vérvörös gépezet, 2018. november
- Innen haza [Holdra szállás 50], KönyvesBlog, 2019. július 20.

## Filmjei

### Nagyjátékfilmek
- Átjáróház, r: Madarász Isti
- Ruben Brandt, a gyűjtő (script doctor) (2018), r: Milorad Krstic

### Kisjátékfilmek
- Vénusz átvonulás (2013), r: Milojev Zsanett
- L.U.F.I. (2017), r: Pusztai Ferenc
- Válaszfal (2018), r: Holtai Gábor
- Papírlélek (2019), r: Holtai Gábor
- Második kör (2020), r: Holtai Gábor

### Tévéfilmek
- Egy másik életben (2019), r: Tasnádi István

## Díjak
- Magyar Filmdíj 2020 - Legjobb forgatókönyv tévéfilm kategóriában (Egy másik életben, r: Tasnádi István)
- BuSho Nemzetközi Rövidfilm Fesztivál - Diákzsűri legjobb fikció (Második kör, r: Holtai Gábor)

## Interjúk
- “Vagy megírom ezt a könyvet, vagy nem írok soha regényt”, Corn&Soda, 2017. május 24.
- „Emberi dolgokról szól, de a valóság szövetét fellazítja”, mandiner.sci-fi, 2017. május 31.
- Interjú Veres Attilával Odakint sötétebb című első regénye kapcsán, Inks, Maps & Macarons, 2017. június 8.
- A weird fiction eljövetele, Randomkult, 2017. június 8.
- Veres Attila: Nem én akarok lenni Magyarország válasza Stephen Kingre, KönyvesBlog, 2017. június 12.
- Interjú Veres Attilával, az Odakint sötétebb regény írójával, Cinegore, 2017. június 14.
- Vidéken ébredezik a magyar horror, Magyar Nemzet, 2017. június 15.
- Interjú Veres Attilával[halott link], Bizzarium, 2017. augusztus 4.
- „Közép-Európában is jelen van a weird, mi is beszélünk magunkról ezen a szűrőn keresztül”, Filmtekercs, 2017. szeptember 5.
- Veres Attila remélte, hogy lesz pár ember, aki érti majd, mit akart ezzel a könyvvel, KönyvesBlog, 2017. október 10.
- Interjú Veres Attilával, az Éjféli iskolák és az Odakint sötétebb szerzőjével, Cinegore, 2018. június 27.
- Veres Attila: Rájöttem, hogy nincsenek határok abban, miről lehet írni, KönyvesBlog, 2018. július 5.
- Éjféli Iskolák: Veres Attila interjú, Inks, Maps & Macarons, 2018. július 16.
- ”A jó történet lényege, hogy az író kiemel a világból valamit, amit csak ő lát”, Corn&Soda, 2018. július 18.
- Interjú Veres Attilával, Bizzarium, Archiválva 2019. január 14-i dátummal a Wayback Machine-ben 2018. szeptember 2.
- Holtpontok, Kortárs Online, 2018. október 15.
- "Menekülni akarunk, de nincs hová", Magyar Narancs, 2018. december 6.
- Mi történne, ha Magyarországot furcsa, idegen lények lepnék el?, 24.hu, 2019.július 17.
- Felkavaró, bizarr, vicces világ, Népszava, 2019. szeptember 07.
- Fantasztikum, írás és olvasás, GABO SFF, 2020. március 20.
- Veres Attila interjú, Shoggoth TV #1, 2020. május 1.

## Kritikák
- Vidékre költözik a rettegés – Veres Attila: Odakint sötétebb, mandiner.sci-fi, 2017. június 6.
- Magyarország egyik eldugott körzetébe visszataszító teremtmények költöztek, KönyvesBlog, 2017. június 22.
- Veres Attila: Odakint sötétebb, SFmag, 2017. június 27.
- A világosság a sötétségben fénylik, KönyvesBlog, 2017. július 10.
- A sötétség ideát van, Szépirodalmi Figyelő, 2017. július-augusztus
- Veres Attila: Odakint sötétebb, ekultura.hu, 2017. augusztus 14.
- Veres Attila: Odakint sötétebb, Magyar Narancs, 2017. augusztus 24.
- A tudat borzalma, Filmtekercs, 2017. szeptember 4.
- Csápok, álmok, szerelmek – Veres Attila: Odakint sötétebb, Vasárnapi Hírek, 2017. szeptember 9.
- Falu végén kurta világvége, Geekz, 2017. november 13.
- 2017 legjobb könyvei: 50-41., KönyvesBlog, 2017. december 11.
- A holtak hangjának legendája és más vad történetek, Urbanlegends.hu, 2018. január 23.
- Veres Attila új könyvében Magyarország kifordul magából, KönyvesBlog, 2018. május 22.
- Mi magunk - Veres Attila: Éjféli iskolák, Spekulatív Zóna, 2018. június 13.
- Az élet akkor ér véget, ha többé nem teszünk fel kérdéseket, KönyvesBlog, 2018. június 22.
- Valóság lett Veres Attila weird pornósnovellájából, KönyvesBlog, 2018. július 19.
- Kivagy, ha az új csajod a tapétára petézik?, Roboraptor, 2018. július 20.
- A múltban ragadt identitás, Kultagora, 2018. július 20.
- Merítés-díj - 2017-ben megjelent legjobb fantasy regény Archiválva 2020. november 30-i dátummal a Wayback Machine-ben, Moly, 2018. szeptember
- Ezt az antológiát olvasd el, ha tudni akarod, hol tart a magyar fantasztikum, 2018. október 28.
- Lovecraft a panelházban, Dunszt, 2018. november 2.
- Mindannyiunk szörnyei, Filmtekercs, 2018. december 8.
- 2018 legjobb könyvei: 30-21., KönyvesBlog, 2018. december 16.
- 2018 legjobb könyvei, Geekz, 2018. január 2.
- Utak utazói, városok elhagyói, KULTer, 2019. január 5.
- Belebújna Mészáros Lőrinc bőrébe, ha tehetné?, Index.hu, 2019. szeptember 12.
- Hatvan fantasztikus könyv, amire emlékezni fogunk az elmúlt évtizedből, Azonnali.hu, 2019. december 15.
- Himnusz a nihilről, óda a nyolcvanas évekhez, szonettkoszorú az arachnofóbiáról, odaértett olvasó, 2020. április 24.